# Ledene iglice
Ledene iglice so padavina iz oblakov, v obliki zelo majhnih ledenih kristalov.
Kristali imajo obliko ploščic, palčic ali iglic. Ker nimajo večje težnosti, izgleda kot bi lebdeli v zraku. Ta vrsta kristalov nastaja v stabilnem vremenu, v glavnem pri zelo nizkih temperaturah v polarnih in izrazito kontinentalnih zimah.
Padajo pri temperaturi pod -20 °C.